# Qasr Kharana

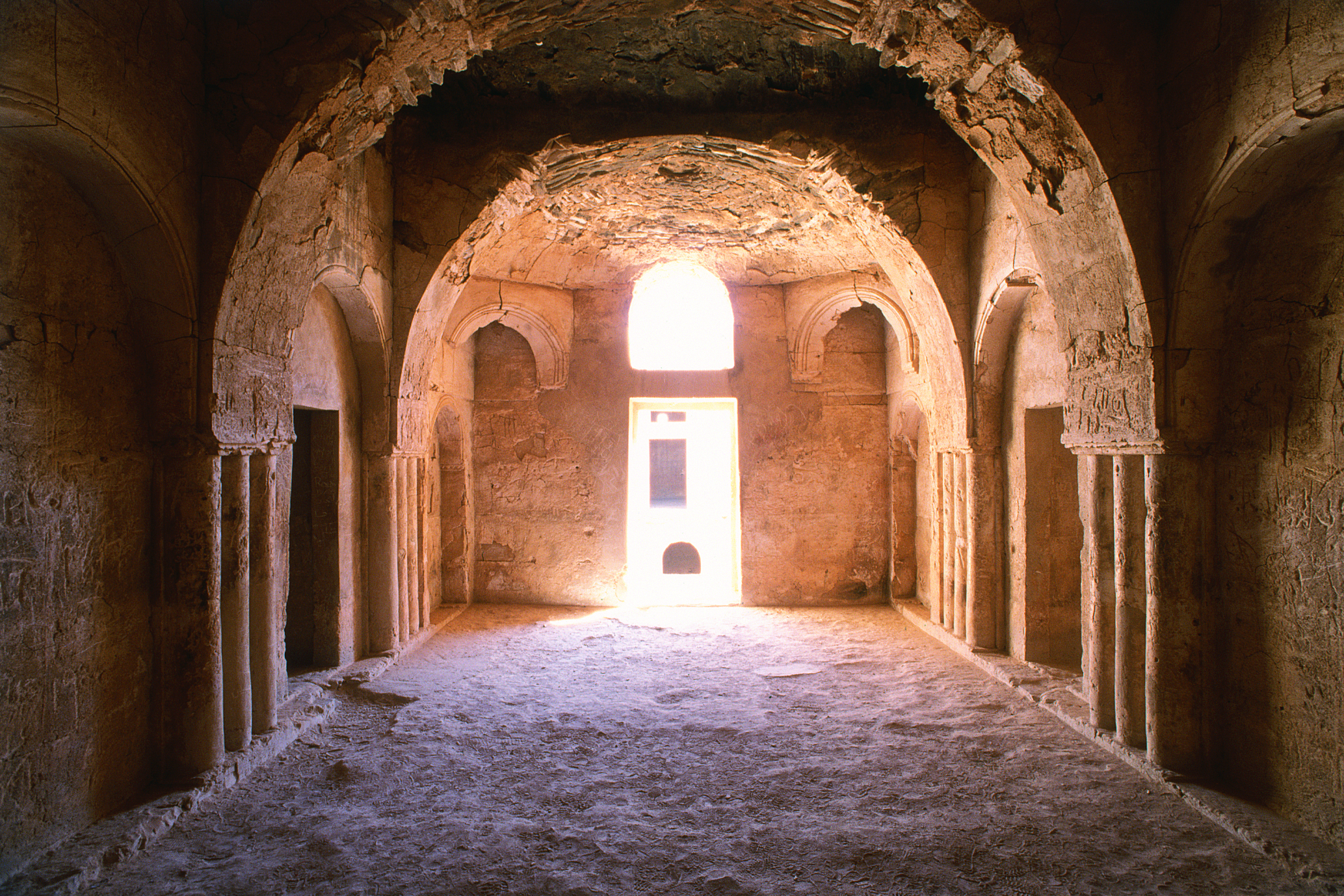
Qasr Kharana, valvgång

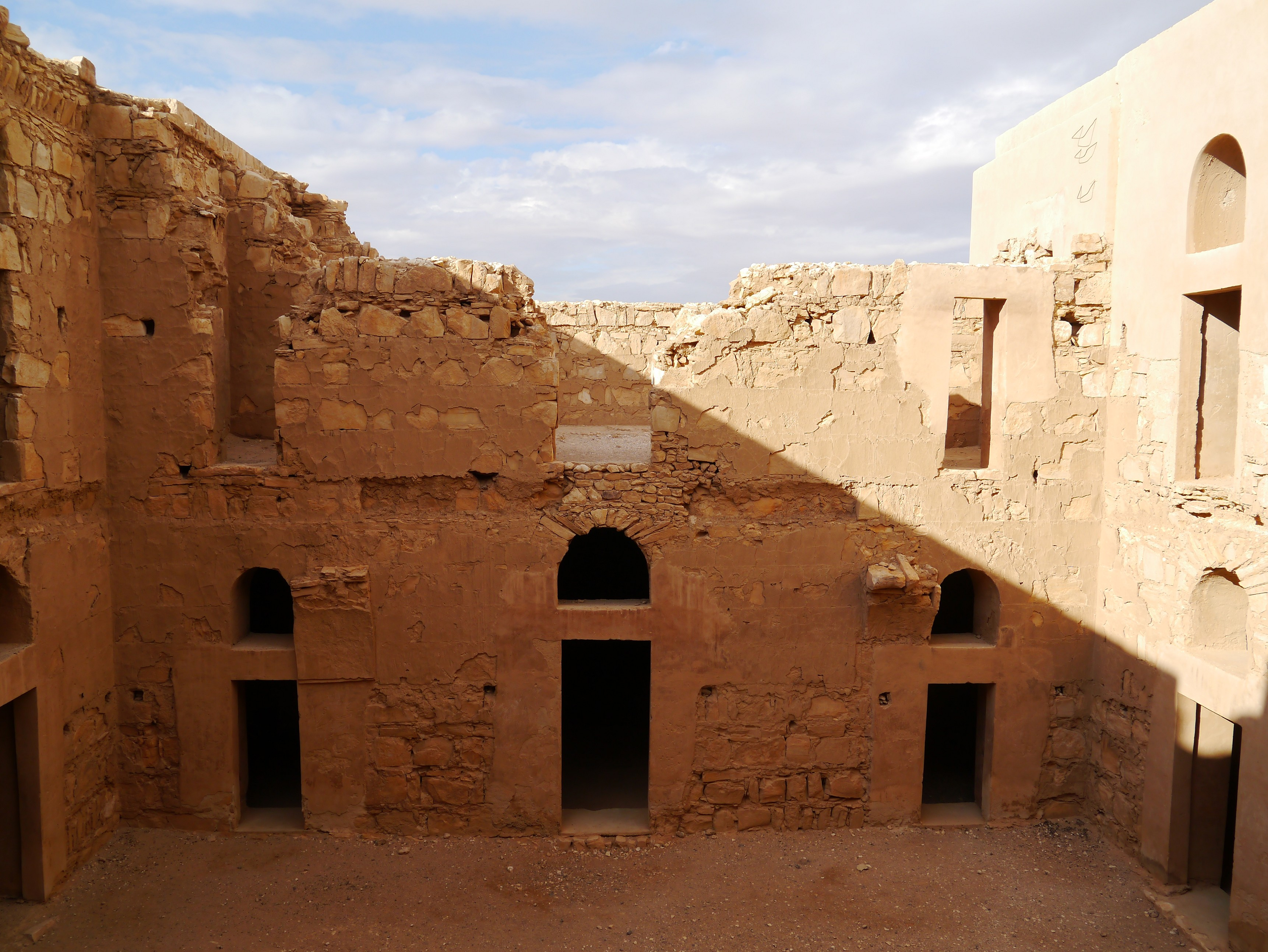
Qasr Kharana, innergård

Qasr al-Kharana (även Quṣayr Al-Kharaneh och Qaṣr al-Harraneh, arabiska قصر الحرانة) är en ökenborg i södra Jordanien. Det är ett av de kvarvarande Ökenslotten i Jordanien. Qasr betyder palats eller borg.

## Byggnaden
Ökenslottet ligger i Huvudstadsprovinsen, cirka 55 km sydöst om huvudstaden Amman och cirka 16 km väster om Quseir Amra. Slottet är ett av de bäst bevarade och mera kända ökenslotten.
Byggnaden är huvudsakligen uppfört i kalkstenblock och tegelsten med en omgivande mur och 4 hörntorn och ytterligare 5 mindre torn. Hela byggnaden mäter cirka 36 meter x 36 meter och är utsmyckad med detaljerade stendekorationer, välvda tak och mosaiker. Byggnaden har en entréportal på den södra sidan och borggården mäter cirka 13meter x 13 meter. Kring borggården finns huvudbyggnaden och ytterligare småhus (s.k. bayts med 3 rum vardera) 61 rum totalt fördelade på 2 våningar. På borggården finns även en cistern.
Byggstilen har influenser av sasanidisk och tidig islamisk arkitektur.

## Historia
Qasr al-Kharana uppfördes under Umayyadernas Kalifat troligen under kalifen Al-Walid I kring år 710. Bygget fungerade troligen bland annat som en mötesplats och en central karavanstation. Borgen ger ett befäst intryck men tornen och skottgluggarna inte är militärt användbara. Avsaknaden av de annars för ökenslotten vanliga permanenta vattenförsörjningssystem antyder att detta inte var en permanent bosättning.
Kring entréporten finns grekiska inskriptioner vilket antyder att slottet byggdes på platsen för en tidigare romersk eller byzantinsk byggnad.